# Cabo San Diego (Argentina)
El cabo San Diego es un accidente geográfico que se encuentra en la ubicación 54°48′00″S 65°07′00″O / -54.80000, -65.11667, frente al estrecho de Le Maire. Pertenece al departamento Ushuaia de la provincia de Tierra del Fuego, Antártida e Islas del Atlántico Sur (Argentina).
Este cabo es bajo, de perfiles suaves, que culminan en un promontorio arenoso de 134 metros de elevación. El nombre de este cabo le fue dado durante la expedición de los hermanos Bartolomé y Gonzalo Nodal en 1619. En la relación de viaje de estos expedicionarios del día 22 de enero de 1619, dice: "...se fue descubriendo otro cabo también raso, que está a la entrada del estrecho. Aquí pusimos nombre "Cabo San Diego"...". Quien impuso este nombre fue, indudablemente, el piloto mayor de la expedición Diego Ramírez de Arellano, muy devoto de San Diego, al punto de hacerse llamar él mismo de esa manera y no Alonso, tal cual era su verdadero nombre. El nombre que los selknam, aborígenes que vivían en esta zona, le habían dado a este cabo era Klavelk, que significaría "aurora".
En este cabo se asienta el faro San Diego, el cual fue librado al servicio el 26 de diciembre de 1934. La torre tiene forma de prisma con una garita blanca y cúpula negra.